# Vladimir Petercă
Vladimir Petercă (n. 24 aprilie 1944, Tețcani, România – d. 23 septembrie 2022, Valea Lupului, Iași, România) a fost un teolog romano-catolic român, rector al Institutului Teologic Romano-Catolic din București (între 1995 și 2006).

## Biografie
Vladimir Petercă a absolvit Institutul Teologic Romano-Catolic de grad universitar din Iași în anul 1968. A fost hirotonit preot la data de 15 august 1968 în Catedrala Episcopală din Iași de episcopul Petru Pleșca. A făcut parte din aceeași promoție cu viitorul arhiepiscop romano-catolic Ioan Robu.
Cu sprijinul episcopului Petru Pleșca, a urmat studii de specializare la Institutul Biblic Pontifical din Roma (1973-1977), devenind licențiat în științe biblice și apoi a fost doctorand la Universitatea Pontificală Gregoriană din Roma (1977-1981). Și-a susținut la data de 1 noiembrie 1980 teza de doctorat în teologie cu titlul Imaginea lui Solomon în Biblia Ebraică și Greacă – o contribuție la studiul Midrash-ului. În aceeași perioadă, a urmat două semestre de perfecționare la Universitatea Ebraică din Ierusalim (în cadrul primului schimb de studenți între Vatican și Israel) și a obținut diploma în științe patristice la Institutul Augustinianum din Roma.
Revenit în România, a activat în perioada 1981-1995 în calitate de lector, conferențiar și apoi profesor la Institutul Teologic Romano-Catolic de grad universitar din Iași, predând cursuri de teologie biblică, exegeza biblică și limbi biblice. În paralel, a ținut cursuri regulate de introducere în lumea Bibliei la Universitatea „Alexandru Ioan Cuza” din Iași (Catedra de Istorie) (începând din 1990), fiind și profesor invitat la Universitatea din Münster (1985-1986) și la Universitatea din München (1988-1989).
Începând din data de 1 decembrie 1995 a îndeplinit funcția de rector al Institutului Teologic Romano-Catolic de grad universitar „Sfânta Tereza” din București, fiind și profesor titular de științe biblice. Vladimir Petercă a fost o prezență regulată la radio și televiziune, unde a conferențiat pe teme biblice și teologice. A fost pensionat în anul 2006. În anul 2010 CNSAS a făcut publice legăturile sale cu fosta Securitate. Colaborarea sa cu Securitatea a început în anul 1971. În anul 1986 a fost caracterizat într-un document intern drept „una din cele mai bune [surse] din țară”.

## Distincții
A fost decorat în februarie 2004 cu Ordinul Meritul Cultural în grad de Comandor, Categoria G - „Cultele”, „în semn de apreciere deosebită pentru activitatea susținută în domeniul cultelor, pentru spiritul ecumenic și civic dovedit și pentru contribuția avută la întărirea legăturilor interconfesionale, de bună și pașnică conviețuire între toți oamenii”.

## Colaborarea cu Securitatea
În anul 2010 CNSAS a stabilit calitatea de colaborator al Securității a lui Vladimir Petercă, iar în 2011 Curtea de Apel București confirmă constatarea CNSAS. Preotul Eduard Ferenț, una dintre persoanele despre care Vladimir Petercă a oferit informații Securității, la puțin timp după aflarea veștii s-a declarat „dezamăgit (...) [d]e la o persoană adultă se cere mult mai mult, mai ales de la un preot (...) așa cum noi îi învățăm pe studenți să fie corecți, să fie sinceri, autentici, loiali, așa trebuie să fim și noi” și că „[n]u-i (va) face (lui Vladimir Petercă) nici observații”.

## Cărți publicate
- De la Abraham la Iosue (I.T.R.C., București, 1996)
- Itinerar Tainic (Ed. Arhiepiscopiei R.C., București, 1997)
- Ceasul Adevărului (I.T.R.C., Iași, 1997)
- Drama lui Iob, drama omului (I.T.R.C., Iași, 1997)
- Regele Solomon în Biblia grecească și în cea ebraică (Ed. Polirom, Iași, 1999)
- Mesianismul în Biblie (Ed. Polirom, Iași, 2003)